# Yoshiki Yamamoto
Yoshiki Yamamoto (山本 祥輝 Yamamoto Yoshiki?, nacido el 16 de noviembre de 1994 en Osaka) es un exfutbolista japonés. Jugaba de delantero y su último club fue el Kataller Toyama de Japón.

## Trayectoria

### Clubes
| Club            | País  | Año         |
| --------------- | ----- | ----------- |
| Kataller Toyama | Japón | 2013 - 2015 |
| Verspah Oita    | Japón | 2014        |

## Estadística de carrera

### J. League
| Club            | Año   | J. League | J. League | Copa J. League | Copa J. League | Total | Total |
| Club            | Año   | Part.     | Goles     | Part.          | Goles          | Part. | Goles |
| --------------- | ----- | --------- | --------- | -------------- | -------------- | ----- | ----- |
| Kataller Toyama | 2013  | 1         | 0         | -              | -              | 1     | 0     |
| Kataller Toyama | 2015  | 17        | 0         | -              | -              | 17    | 0     |
| Total           | Total | 18        | 0         | 0              | 0              | 18    | 0     |